# Theodor Oswald Weigel

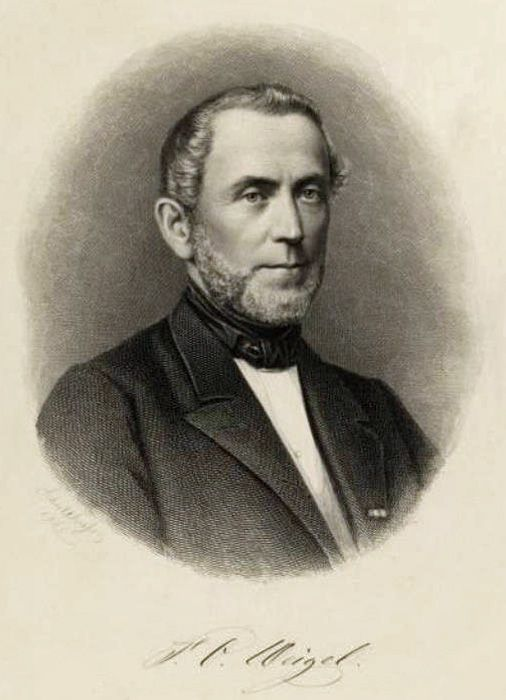
Theodor Oswald Weigel (1865)

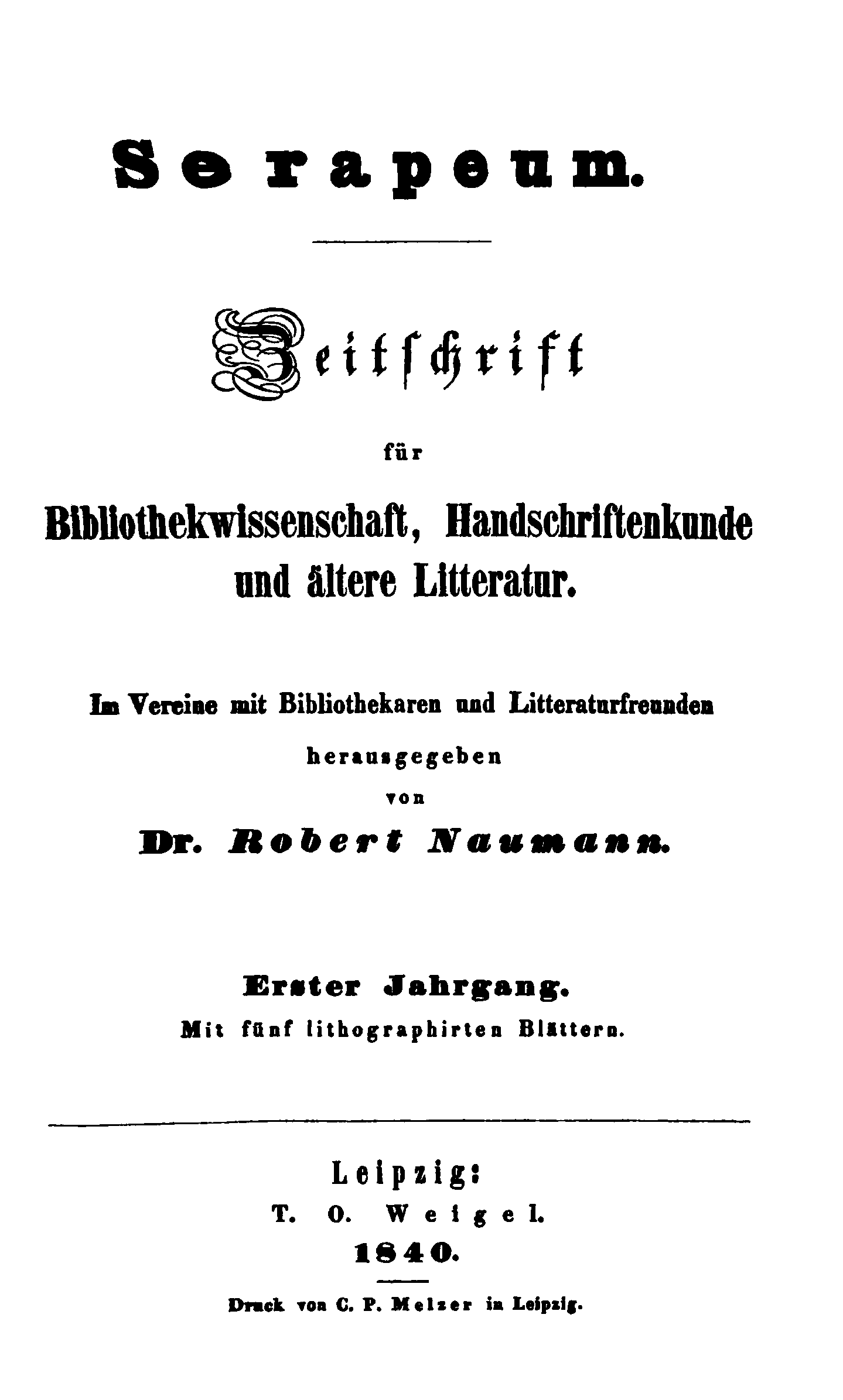
Titelseite Serapeum

Theodor Oswald Weigel (* 5. August 1812 in Leipzig; † 2. Juli 1881 in Hosterwitz) war ein deutscher Buchhändler, Antiquar, Kunsthändler und Verleger.

## Leben
Er war der jüngste Sohn des Buchhändlers, Auktionators und Verlegers Johann August Gottlob Weigel (1773–1846). 1839 übernahm er das väterliche Geschäft im Haus Silberner Bär in Leipzig und führte dieses unter eigenem Namen T. O. Weigel weiter. Den Verlag baute er besonders hinsichtlich von Werken der Kunstwissenschaft, Geschichte, Theologie und Naturwissenschaften aus.
In seinem Verlag erschien mit Serapeum, „Zeitschrift für Bibliothekwissenschaft, Handschriftenkunde und ältere Litteratur“, herausgegeben von Robert Naumann, ab 1840 die erste bibliothekswissenschaftliche Zeitschrift Deutschlands.
Theodor Oswald Weigels Sohn Felix Oswald Weigel (1848–1905) übernahm 1881 die väterliche Firma, verkaufte aber 1888 den Verlag an Christian Hermann Tauchnitz (1816–1895).
Weigel wurde auf dem Neuen Johannisfriedhof, VIII. Abteilung beerdigt.

## Publikationen
- Album von Autographen zur zweihundertjährigen Gedächtnißfeier (am 24. October 1848) des westphälischen Friedensschlusses am (24. October 1648). Mit 47 Tafeln Facsimiles und 24 Portraits in Holzschnitt. Weigel, Lpz., 18491, (Digitalisat).
- Verzeichniss der xylographischen Bücher des 15. Jahrhunderts, Leipzig 1856
- Katalog einer Sammlung illustrierter Manuscripte und Miniaturen auf Einzelblaettern aus dem Besitze von T. O. Weigel
- Katalog frühester Erzeugnisse der Druckerkunst der T[heodor] O[swald] Weigelʹschen Sammlung. Leipzig 1872